# Careva džamija (Banja Luka)
Careva džamija je prva džamija koja je izgrađena u Banjoj Luci, i nalazila se u Gornjem Šeheru.

## Istorija
Džamija je izgrađena oko 1528. godine. Podignuta je na ime sultana Sulejmana Veličanstvenog (1520-1566.), pa je otuda ova džamija i dobila i ime Careva džamija. U to vrijeme džamija se nalazila u centru prve čaršije u Gornjem Šeheru. Imala je još i nazive Hunćarija i Atik ili Stara džamija.
Srušena je 1957. godine.